# Тежка сватба
„Тежка сватба“ е студиен албум на Лили Иванова, издаден през 1989 година от звукозаписната компания „Балкантон“ на грамофонна плоча с каталожен номер ВТА 12044 и на аудиокасета с каталожен номер ВТМС 7451.
Албумът се състои от общо 11 песни. Всички от тях са реализирани от трио „Бутик“.

### Първа страна
1. „Разговор с вятъра“ – 04:18 (текст: Михаил Белчев, музика и аранжимент: Александър Кипров)
2. „Тежка сватба“ – 03:23 (текст и музика: народни, аранжимент: Александър Кипров)
3. „Необяснимо е“ – 03:35 (текст: Александър Петров, музика и аранжимент: Асен Гаргов)
4. „Една любов“ – 04:08 (текст: Александър Петров, музика и аранжимент: Александър Кипров)
5. „Студ“ – 02:53 (текст: Дамян Дамянов, музика и аранжимент: Асен Гаргов)

### Втора страна
1. „Какво си ти“ – 03:38 (текст: Георги Начев, музика и аранжимент: Тодор Филков)
2. „Вместо посвещение“ – 03:55 (текст: Стефан Банков, музика: Любомир Дамянов, аранжимент: Евгений Платов)
3. „Вик“ – 03:33 (текст: Блага Димитрова, музика: Стефан Илиев, аранжимент: Александър Кипров)
4. „Не ме кори“ – 03:10 (текст: Живко Колев, музика: Александър Йосифов, аранжимент: Асен Гаргов)
5. „Среднощен влак“ – 03:45 (текст: Живко Колев, музика: Любомир Дамянов, аранжимент: Александър Кипров)
6. „Последната любов“ – 03:50 (текст: Волен Николаев, музика и аранжимент: Тодор Филков)

## Екип

### Музиканти
- Трио „Бутик“:
  - Асен Гаргов: китари, вокал
  - Александър Кипров: клавишни, програми
  - Кирил Йорданов: саксофони
- Евгений Платов: всички инструменти във „Вместо посвещение“

### Технически
- Тонрежисьор: Атанас Байнов
- Тонинженер: Марин Маринов
- Тоноператор: Румен Енчев

### Други
- Художествено оформление: Стоян Ганчев